# Allerheiligenbaai

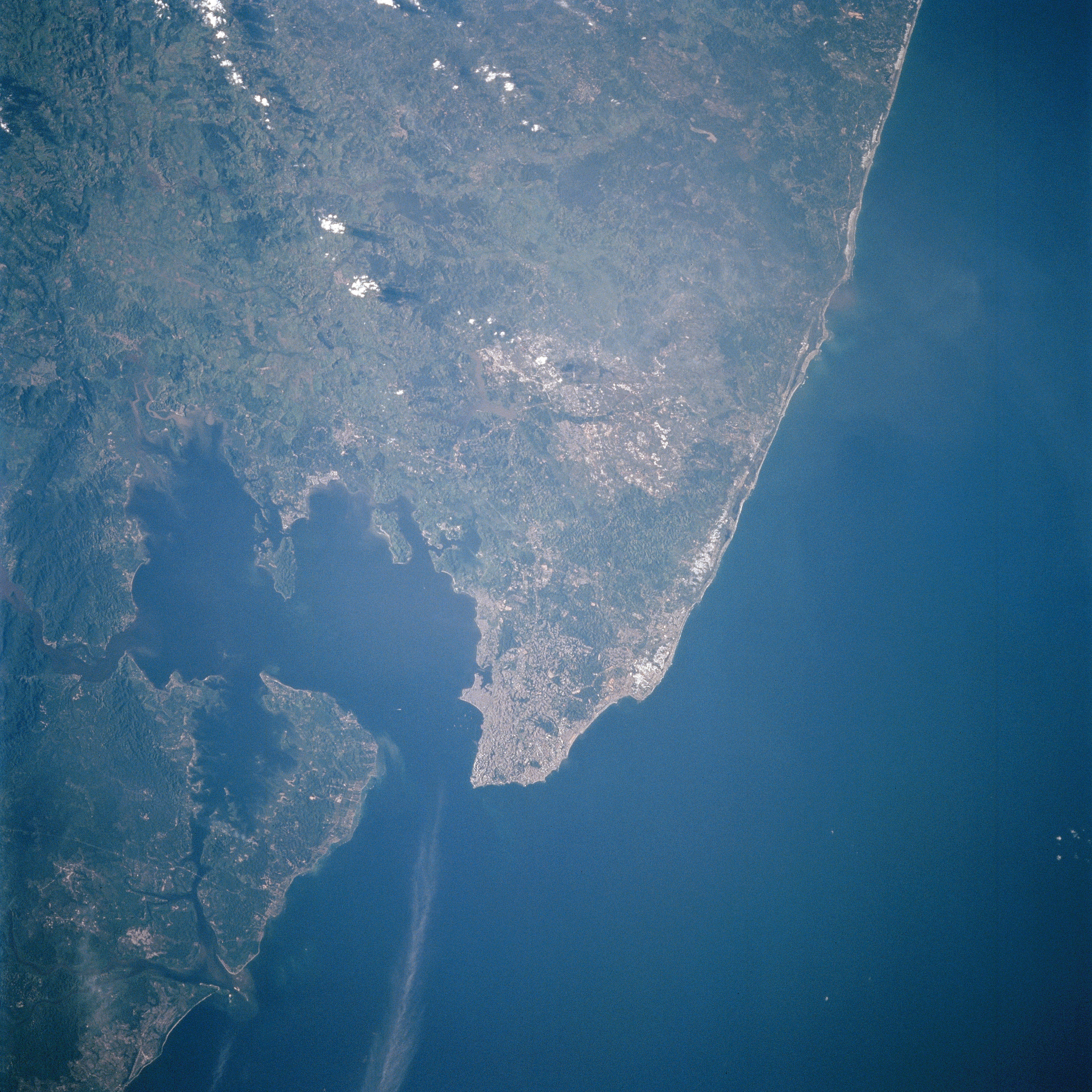
Salvador en Bahia de Todos os Santos vanuit de ruimte, April 1997

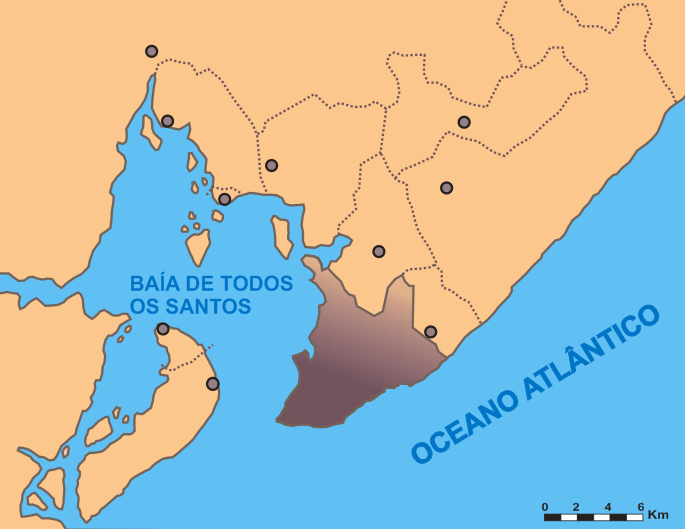
Baai met eiland Itaparica

Allerheiligenbaai of Baía de Todos os Santos (in het Portugees) is de grootste baai van de staat Bahia in Brazilië.
De baai werd ontdekt en alzo genoemd door Amerigo Vespucci in 1501, die er landde op 1 november, de dag van Allerheiligen.
De baai is gelegen aan de Atlantische Oceaan en omsluit een gedeelte van de stad Salvador. In het westen stroomt de Paraguaçu rivier in de baai. In de baai ligt het eiland Itaparica, met een oppervlakte van 146 km².
Door de aanwezigheid van zulk een grote baai heeft de ganse staat waarin ze gelegen is de naam Bahia gekregen. Baía is immers het Portugees voor baai.